# Kahless
Kahless Niezapomniany (w jez. klingońskim: qeylİS) – fikcyjna postać istniejąca we wszechświecie Star Trek, będąca legendarnym Klingonem uważanym za twórcę ich kultury i Kodeksu Honorowego. Czczony przez każdego Klingona. Ze względu na liczne cnoty jakimi cieszył się w społeczeństwie Klingonów, pamięć o nim przybrała cechy porównywalne z boskimi. Postać ukazana jedynie w dwóch odcinkach: The Savage Curtain (Star Trek: Seria oryginalna), grany przez Roberta Herrona oraz Rightful Heir (Star Trek: Następne pokolenie), grany przez Kevina Conwaya.
Legendzie Kahlessa poświęcona jest pierwsza opera w języku klingońskim – ’u’.